# Orientalske sprog
 Denne artikel bør gennemlæses af en person med fagkendskab for at sikre den faglige korrekthed.
    
Da dette opslag er fra Salmonsen og dermed forfattet i begyndelsen af 1900-tallet, bør det efterses for forældede opfattelser og afgrænsninger.

Orientalske sprog kaldes de
tungemål, der tales i orienten, i Asien og i Nil-landene øst for Europa.

## Middelalderen
I middelalderen var interessen for orientalske sprog meget lidt udviklet i Europa. Dog var der enkelte videbegærlige, som tog til Spanien og her lærte arabisk for at drage nytte af undervisningen i de mauriske skoler. Der stiftede de kristne bekendtskab med den næsten ukendte Aristoteles, hvis skrifter blev hjembragt og oversat fra arabisk til latin.
Ved korstogene kom vesterlandene i berøring med folk, der talte orientalske sprog, men få bekymrede sig om at lære dem. Enkelte paver og andre høje gejstlige havde et vist blik for vigtigheden af dem. De mente, at studerende skulle have lejlighed til at lære arabisk og vel også andre semitiske sprog. Innocens IV forordnede, at der skulle
være en lærestol i arabisk ved Paris-universitetet, og kirkeforsamlingen i Vienne 1311 udtalte sig for oprettelsen af lignende ved flere andre universiteter; men frugterne heraf blev ikke store.
Manglen på indsigt og kendskab til orientalske sprog gik i middelalderen endog så vidt i Europa, at ingen i vesten havde kendskab til græsk, et sprog der vistnok for en del tilhører Østen, men som dog har sin væsentligste hjemstavn i selve Europa. Omtrent de eneste af Europas beboere, der i middelalderen gav sig af med orientalske sprog, var lærde jøder. Af disse var der ikke få, som ikke blot forstod hebraisk, men affattede deres lærde skrifter i dette sprog, omend i et fra det gamle noget afvigende sprog (ny-hebraisk). For omtrent alle kristne var derimod Det Gamle Testamente i grundsproget en helt lukket bog; det samme var også tilfældet med det græske Ny Testamente.

## Renæssancen
Ved renæssancen genoplivedes interessen for den gamle græske litteratur og for det græske sprog i det græske Ny Testamente; det blev ikke blot trykt og udbredt, men også genstand for grundigt studium, hvad der gav reformatorerne et mægtigt våben i hænde i deres kamp mod den katolske kirke. Ikke mindre interesse havde reformatorerne for Det Gamle Testamente i grundsproget. De søgte ind imellem hjælp hos lærde jøder, men arbejdede snart selvstændigt videre, og således blev hebraisk det første orientalske sprog, som dyrkedes i Europa. Snart kom aramaisk til, da en del af Det Gamle Testamente er skrevet på aramaisk.
Et væsentligt skridt videre skyldes paverne, som grundede missionskollegier i Rom med orientalske sprog som syrisk, arabisk og siden også koptisk, armenisk og ætiopisk. Urban VIII grundede i Rom 1627 Collegium pro fide propaganda.
Her dyrkedes flere orientalske sprog for missionens skyld. Samtidig samlede paverne på østerlandske håndskrifter, for at
have rigelige materialer til videnskabelig granskning. Protestanterne blev ikke helt tilbage; bibelstudiet viste snart, hvilken betydning de gamle bibeloversættelser havde, og der blev derfor i London udgivet en polyglot-bibel,
hvori oversættelser af bibelen i flere orientalske sprog var udgivet i trykken. En lignende polyglot udkom i Paris.

## 1800-tallet
Studiet af orientalske sprog var knyttet til teologien, et forhold der vedblev indtil ind i 19. århundrede, da de orientalske sprog efterhånden begyndte at få en selvstændig stilling med universitetets lærestole under det filosofiske fakultet. I begyndelsen var opmærksomheden kun rettet imod de sprog, der hørte hjemme i de dele af orienten, hvor kristendommen tidligere havde hersket, og som havde en egen gammel litteratur.
Efterhånden udvidedes dog blikket også imod andre egne, særlig imod Syd- og Østasien, i hvilke mange katolske missionærer søgte at virke for kristendommens udbredelse. Disse mænd var selvfølgelig nødt til at sætte sig ind i sprogene i de egne, hvor de optrådte. I virkeligheden har flere af dem efterladt sig optegnelser, hvoraf en del er udkommet i trykken, hvorved de vakte nogen opmærksomhed i Europa for de i disse fjerne lande hjemmehørende sprog. Det var især portugisiske, spanske og franske gejstlige og munke, der her brød banen, ved at pege hen på den betydning, som særlig Kinas, Indiens og Japans litteratur og historie havde for videnskabelig granskning.
Persien og Indien
Men medens disse bestræbelser kun var rent sporadiske forsøg, der ikke bragte videre frugter, fik et andet arbejde i det fjerne Asien vidtrækkende betydning. Det var Anquetil Duperrons (1731-1805) rejse til Indien.
Hvad denne forsker søgte i Indien, var ikke den gammel-indiske kultur og dens litterære frembringelser, men det gamle Persiens hellige bøger, den såkaldte Zendavesta, og her brød han en ny bane, ad hvilken andre snart efter
skulle trænge videre.
Det varede dog ikke længe, før en anden videnskabsmand skulle begynde at oplukke selve det gamle Indiens litterære skatte for Europa. Denne mand var sir William Jones (1746-1794), der i Kolkata (tidligere Calcutta) fik stiftet Asiatic Society, som snart kom til at virke meget for at vække interessen i England og på fastlandet for Indiens gamle sprog og litteratur.
Ægypten, koptisk sprog
Efter Persien og Indien kom turen til Ægypten. Foreløbig måtte man lade sig nøje med den yngste form af landets oldsprog, med koptisk, der fandt udmærkede dyrkere særlig i England og Italien. Her var det ikke blot italienere, der bragte videnskaben fremad, men særlig adskillige danske, frem for alle Georg Zoëga, efter hvem vi må nævne biskop Münter og Wolf Frederik Engelbreth (1771-1862).
Fra Italien bredte interessen for koptisk sig til Frankrig og vandt her dygtige kræfter, blandt andet Champollion le Jeune (1790-1832), der ved sine koptiske studier lagde den grundvold, på hvilken han snart efter skulle opbygge en hel ny videnskab, ægyptologien, der på en gang rullede tæppet op for det næsten helt glemte gamle Ægyptens mærkelige oldtid. Omtrent samtidig med Champoillion levede i Paris Silvestre de Sacy (1758-1838), sin tids orientalisters ypperste, om hvis lærestol, særlig i arabisk, disciple fra alle lande flokkedes.

### Rasmus Rask
Ny baner blev brudt af den danske sprogforsker Rasmus Rask, omend svaghed og tidlig død i forbindelse med andre uheldige forhold hindrede ham i selv at føre sine store opdagelser på sprogforskningens område igennem, hvad der har haft til følge, at fortjenester, der egentlig og nærmest tilhører Rask, gerne tillægges andre, for øvrigt yderst fortjente og virksomme
videnskabsmænd – i den sammenlignende sprogvidenskab således tyskeren Franz Bopp (1791-1867).
Blandt de enemærker, på hvilke Rask virkede, var også tydningen af den kileskrift hvor Georg Friedrich Grotefend (1775-1853), takket være Carsten Niebuhrs fortrinlige persiske afskrifter og takket være Münters grundige studier af de mærkelige kileskrifter, som Niebuhr havde aftegnet, vel havde gjort det første skridt, men uden at kunne komme videre.
Blandt dem, der efter Rask arbejdede videre på decifreringen af persernes kileskrift, må Eugène Burnouf (1801-1852), Christian Lassen (1800-1876), Niels Ludvig Westergaard (1815-1878) og sir Henry Rawlinson (1810-1895) nævnes i første linje. Den sidste sammen med Jules Oppert og Edward Hincks i Irland har ligeledes den store fortjeneste af have grundlagt assyriologien, hvis materiale bragtes til Europa af Botta og Layard, og som indeholder så rige bidrag til opklaring af de østerlandske folks oldtidshistorie.

## Østasiasiske sprog
Mens således de mærkeligste oldtidsfolks gamle sprog efterhånden blev genfundet, arbejdede andre videnskabsmænd med held på at inddrage andre hidtil kun lidt påagtede orientalske sprog under videnskabens område. Af de sprog, der således blev fremdraget, må særlig nævnes de østasiatiske sprog, først kinesisk, noget senere japansk, endvidere de uro-altaiske sprog (- se altaiske sprog og uralske sprog), der er så stærkt fremtrædende i Centralasien. Den væsentligste fortjeneste skyldes her finske, ungarske, foruden skandinaviske og russiske lærde, hvorimod de østasiatiske sprog især blev fremdraget af engelske og franske lærde.
Snart kom en hel ny vidtstrakt gren af orientalske sprog til, nemlig sprogene på de indiske øer og i Australien på de nærmere og fjernere øer. Her indlagde hollandske lærde, som for øvrigt også på mange andre områder, for eksempel i arabisk sig stor fortjeneste. Efterhånden blev det ene orientalske sprog efter det andet inddraget under den videnskabelige behandling, og det lige så vel nutidssprog som uddøde sprog, af hvilke der kun er indskrifter tilbage.
Omtrent alle nationer i Europa (og i Amerika) har deltaget i dette arbejde. Særlig må det fremhæves, at Tyskland, som forholdsvis kun i ringere grad deltog i det egentlige dechifreringsarbejde af de forglemte gamle skriftarter og i grundlæggelsen af vort kendskab til de forsvundne orientalske sprog, i løbet af 19. århundrede har frembragt mange dygtige orientalister på så godt som alle områder.
Orientalerne selv har kun i ringe grad deltaget i europæernes arbejder på de orientalske sprogs område. Arabere, tyrkere, indere og persere har leveret en del brugbare udgaver af orientalske tekster, men deres øvrige arbejder har på nogle få undtagelser nær ikke videre videnskabelig værdi. En undtagelse danner armenierne, der ikke blot har udgivet gode udgaver af armenske litteraturværker (udkommet i Venedig og Wien , men hvem man også har andre arbejder, vedrørende deres gamle sprog og oldtid, at takke for.